# Kleidotoma scutellaris
Kleidotoma scutellaris är en stekelart som beskrevs av Thomson 1862. Kleidotoma scutellaris ingår i släktet Kleidotoma, och familjen glattsteklar. Arten är reproducerande i Sverige.